# モエビ
モエビ（藻海老、学名 Metapenaeus moyebi ）は、十脚目クルマエビ科に分類されるエビの一種。西日本からパキスタンまでのインド太平洋沿岸に広く分布し、食用にもなる。
ただし、方言呼称での「モエビ」は本種も含む小型エビ類を指す総称として用いられることが多い。また、本種とは別系統のモエビ科 Hippolytidae という分類群もあるので注意を要する。
石川県石崎では夏が多獲期であることから「ナツエビ」という。

## 特徴
成体の体長は100-130mmほどで、同属のシバエビやヨシエビより小さい。額角は水平に前方に伸び、上縁だけに6-8個の鋸歯がある。甲は薄くて柔らかく、細毛が密生したくぼみが各所に散在する。新鮮な個体は淡黄色-淡青緑色で、尾肢が緑色に縁取られる。英名"Green tail prawn"（緑色の尾をしたエビ）はここに由来する。
パキスタンから東南アジアを経て西日本まで、インド洋と西太平洋の熱帯・温帯海域に広く分布する。日本での分布域は、日本海側が七尾湾以南、太平洋側が東京湾以南とされている。温帯域では個体数が少ないが熱帯域では個体数が多く、重要な水産資源にもなっている。
水深20mほどまでの、内湾や汽水域の砂泥底に生息する。和名通りアマモなどの藻場にも多い。昼は砂泥に浅く潜り、夜になると動きだす。クルマエビ科の中でも特に浅い海に生息し、夜に内湾の波打ち際や河口域で姿を見ることもある。
産卵期は7-9月だが、寿命や生態など詳しいことはよくわかっていない。ただ量的にはクルマエビよりはるかに多く、その点でも水産上重要視されている。旬は漁獲の多い盛夏の頃。煮付けや寿司だねに用いる。

## 学名の変遷
本種は日本の動物分類の基礎を作った岸上鎌吉によって、Penaeus moyebi Kishinouye, 1896 として記載された。学名の種小名"moyebi"は日本語名に由来する。
しかし、岸上は記載の4年後に自説を訂正し、既知の同属種 Metapenaeus affinis (H. Milne Edwards, 1837) と同種だったとした。
その後、久保伊津男が再び別種と判断し、新種 M. burkenroadi Kubo, 1954 として記載したが、ここで先取権の原則により、最初に岸上が記載した学名が有効とされて現在に至る。